# Godspell
Godspell är en amerikansk musikal från 1971, vars handling baseras på Matteusevangeliet. Här framställs Jesus och lärjungarna som clowner. Evangeliets liknelser blir clownnummer, men när det närmar sig Jesu korsfästelse förändras glädjen och skrattet, clownerna blir avsminkade och tar farväl av Jesus på ett, för var och en, individuellt sätt. Det hela slutar dock med att alla clownerna kommer in igen och sjunger Long Live God (på svenska Bereden Vägen...) 
Musikalen är skriven av John-Michael Tebelak, med musik och sångtexter av Stephen Schwartz.
Godspell hade premiär off-Broadway i New York i maj 1971 och blev en stor succé. Ännu större succé hade musikalen i London, där den sattes upp hösten 1971 och gick i 1.128 föreställningar. David Essex spelade Jesus.
Musikalen blev film 1973.

## Svenska uppsättningar
Hösten 1973 hade Godspell Sverigepremiär på Jarlateatern i Stockholm, i svensk översättning av Monica Kjellander & Åke Arenhill, och i regi av den brittiske regissören och koreografen Jonnie Christen. I rollerna: Jonas Bergström (Jesus), Björn Skifs, Kisa Magnusson, Per Olof Eriksson, Gunilla Åkesson, Hans V Engström, Eva Bysing, Agneta Lindén, Beatrice Järås och Staffan Götestam. Rollersättare ("understudy") för de kvinnliga rollerna var Moa Myrén. 
Musikalisk ledare var pianisten och kapellmästaren Peder Kragerup. Godspells rockorkester bestod av Mike Watson (bas), Bengt Lindkvist (piano), Radu Mircea (gitarr), Derek Skinner (trummor). 
1974 fortsatte uppsättningen i Riksteaterns regi. Då medverkade Gunnar Ernblad och Berit Bogg, som på turnén tog över Peo Erikssons och Eva Bysings roller. När Björn Skifs & Blåblus i april 1974 hamnade etta på amerikanska Billboards singellista med Hooked on a Feeling, löstes Björn Skifs från sitt engagemang i Godspell, och ersattes av den då 22-årige Tomas Ledin. 
En av sångerna, All for the best (Tur för dig, eller hur) försågs 1976 med ny svensk text av Bosse Carlgren, i duon Magnus & Brasses krogshow Varning För Barn (1976). Den hette då Bäst att ta sig ett glas. 
I Malmö Operas regi gick Godspell på turné i södra Sverige och Stockholm våren 2018. Roine Söderlundh regisserade och i rollerna syntes bland andra Jonathan Tufvesson Larsson som Jesus och Andreas Gyllander som Johannes Döparen och Judas.
| Roll             | Jarlateatern 1973 | Riksteatern 1974         | Parkteatern 2002             | Malmö Opera 2018           |
| ---------------- | ----------------- | ------------------------ | ---------------------------- | -------------------------- |
| Regi             | Jonnie Christen   | Jonnie Christen          | Ronny Danielsson             | Roine Söderlundh           |
| Jesus            | Jonas Bergström   | Jonas Bergström          | Anna-Maria Hallgarn          | Jonathan Tufvesson Larsson |
| Johannes döparen | Per Olof Eriksson | Per Olof Eriksson        | Fredrik Swahn                | Andreas Gyllander          |
|                  | Kisa Magnusson    | Kisa Magnusson           | Sara Jangfeldt               | Emmie Asplund              |
|                  | Björn Skifs       | Björn Skifs/ Tomas Ledin | Peter Gardiner/ Rennie Mirro | Fredrik Vahlgren           |
|                  | Gunilla Åkesson   | Gunilla Åkesson          | Sarah Dawn Finer             | Kajsa Borg                 |
|                  | Hans V Engström   | Hans V Engström          | Fredrik Lycke                | Joel Mauricio Isabel Ortiz |
|                  | Eva Bysing        | Berit Bogg               | Vivian Cardinal              | Linda Pritchard            |
|                  | Agneta Lindén     | Agneta Lindén            | Hanna Lindblad               | Stina Nordberg             |
|                  | Beatrice Järås    | Beatrice Järås           | Anna Vnuk                    | Melker Sörensen            |
|                  | Staffan Götestam  | Staffan Götestam         | Magnus Borén                 |                            |
|                  |                   | Gunnar Ernblad           | Joachim Bergström            |                            |
|                  |                   |                          | Patrik Martinsson            |                            |
|                  |                   |                          | Sean Leon                    |                            |